# Ribera d'Orbanyà
La Ribera d'Orbanyà és un riu de la comarca del Conflent, a la Catalunya del Nord, que neix en el terme d'Orbanyà, el travessa de nord-oest a sud-est, i discorre posteriorment pel de Conat, on s'uneix amb la Ribera de Noedes per tal de formar el Callan.

## Terme d'Orbanyà[1]
La Ribera d'Orbanyà es forma al nord-oest del terme d'Orbanyà, a Balaró. Des d'aquell lloc davalla cap a llevant, fent una inflexió corba cap al sud-est, i aviat rep per l'esquerra el Còrrec de Portapàs i tot seguit per la dreta el Còrrec de la Mollera Llarga. Ja clarament decantada cap al sud-est, va rebent successivament per l'esquerra, el Còrrec de la Font del Teixeire, per la dreta, el Còrrec de la Font del Bulló, després el de la Pinosa, el del Bac de la Fajosa, i encara després el de les Freixes. Tot seguit, ara per l'esquerra, el Còrrec del Coll del Torn, de llarg recorregut, que aporta els còrrecs de Martiac, de Gimelles i de Cerdana. Posteriorment, també per l'esquerra, els còrrecs de l'Espinàs i del Menter, amb el dels Comalls a la part alta. Encara després, just abans d'arribar a l'alçada del poble d'Orbanyà, rep per la dreta el Còrrec o Torrent de l'Hort, amb el Còrrec dels Camps dels Cortals d'afluent, i per l'esquerra el Còrrec del Serrat de les Bigues, amb el de l'Avellanosa. Ja a l'extrem nord-oest d'Orbanyà hi arriba per l'esquerra el Còrrec de Camp Colom. Just passat el poble, al seu sud-est, hi arriba per la dreta el Còrrec de Sant Esteve, per l'esquerra el del Salzer, per la dreta el de Salines, passa pel Molí de Baix, rep per l'esquerra el Còrrec de Bogalls. Passada la Devesa, rep encara per la dreta el Còrrec de la Coma, amb el de Capellans i el de Marsac, i per l'esquerra el de Vallurs, que hi aporta els còrrecs del Gavatx, de la Coma Formia, de Narguilles i del Bac de Vallurs, i, ja al final del terme, rep encara per l'esquerra els dos còrrecs anomenats de la Copi. Tot seguit, entra dins del terme de Conat.

## Terme de Conat[2]
Ja en terme de Conat, la Ribera d'Orbanyà rep per la dreta el Comall de la Font de l'Aram, per l'esquerra, successivament, dos còrrecs anomenats de Jornac, un d'ells procedent del terme d'Orbanyà. Tot seguit, per la dreta, el Comall de la Font de Gordi, per l'esquerra el Còrrec de Malbaus, tot seguit per la dreta el Comall de la Copi, i per l'esquerra dos còrrecs anomenats del Riberal. Ja molt a prop del poble de Conat rep per l'esquerra el Riberot, o Torrent d'Arletes, o els Torrents, de llarg recorregut, que reuneix en el seu traçat els còrrecs d'Arletes, de Catllorenç, del Burgatar, d'en Perotes, de Clarelles, els dos de Nabilles, amb el de Torres, de les Taules i de l'Espinàs. Tot seguit, entre els dos nuclis de Conat, s'uneix a la Ribera de Noedes per tal de formar el Callan.